# Воцалевский, Эдгард Славомирович
Эдгард Славомирович Воцалевский (21 октября 1935; Читинская область, РСФСР, СССР — 6 марта 2012 года Алма-Ата, Казахстан) — советский и казахский геолог нефти и газа. доктор геолого-минералогических наук (1979), академик НИА РК, профессор. Лауреат Государственной премии СССР (1982). Лауреат Государственной премии Республики Казахстан (2009). Профессор Университета Южной Каролины (США).

## Биография
Родился 21 октября 1935 года в Читинской области[уточнить] (РСФСР).
В 1959 году Окончил геологоразведочный факультет Грозненского ордена Трудового Красного Знамени нефтяного института, «геология и разведка нефтяных и газовых месторождений».
После окончания Грозненского нефтяного института (1959 г.) он был направлен на работу в Казахстан (г. Гурьев) в Казахский научно-исследовательский геолого-разведочный нефтяной институт (КазНИГРИ).
С 1957 по 1974 годы старший лаборант; научный сотрудник; заведующий лабораториями подсчетов запасов нефти и газа; поисков и разведки нефтяных и газовых месторождений; прогноза нефтегазоносности осадочных бассейнов Западного Казахстана.
С 1974 по 1978 годы заместитель директора института по научной работе.
С 1959 по 1978 годы Развитие направлений: оценка запасов нефти и газа месторождений Узень, Тенге, Жетыбай и др.; разработка методики разведки многопластовых нефтегазоносных месторождений; оценка нефтегазоносности потенциала осадочных бассейнов Западного Казахстана; научное обоснование первоочередных направлений месторождений нефти и газа.
С 1978 по 1991 годы Переведен главным геологом, заместителем генерального директора объединений «Казнефтегазгеология», «Гурьевнефтегазгеология», Главного территориального управления «Прикаспийгеология». Руководство разработкой и реализация крупных программ развития геологопоисковых и разведочных работ нефти и газа в Казахстане. Реализация направлений поисков новых месторождений нефти и газа в осадочных бассейнах преимущественно Западного Казахстана и прилегающих районах России.
С 1991 года — главный научный сотрудник лаборатории нефти и газа Института геологических наук им. К. И. Сатпаева.
Научный руководитель работ Института в области нефтяной геологии и ряда проведенных совместных научно исследовательских проектов с Университетом Южной Каролины и Юта (США), с зарубежными фирмами компаний Шеврон, Ексон-Мобил, Бритиш Петролиум, Японским Консорциумом и др.
Признан первооткрывателем месторождений Каламкас, Забурунье, Карачаганак. Профессор-консультант Университета Южной Каролины (США).
В 1968 году защитил кандидатскую, а в 1990 году докторскую диссертацию.
В 1994 году ему присвоено звание профессор, а в 1996 г. oн избиран действительным членом (академиком) Национальной Инженерной Академии наук РК.
Опубликовано в печати свыше 150 научных трудов, в том числе пять монографий, посвященные обоснованию перспектив нефтегазоносности осадочных бассейнов Казахстана.
Он один из авторов Закона РК «О нефти» и член Государственной комиссии РК по запасам, экспертного совета Государственной аттестационной комиссии РК.

## Награды и звания
- 1966 — «Отличник разведки недр СССР»
- 1982 — Государственная премия СССР за открытие и ускоренную разведку нефтяных месторождений на полуострове Бузачи.
- 1984 — Орден Трудового Красного Знамени
- Указом президента Республики Казахстан № 197 от 1 сентября 1999 года за значительный вклад в освоение нефтегазовых месторождений и развитие нефтяной промышленности Казахстана награждён орденом «Парасат»
- 2009 — Лауреат Государственной премии Республики Казахстан за работу «Минерагения и перспективы развития менерально-сырьевых ресурсов Казахстана»
- Награждён Почётной грамотой Верховного Совета Казахской ССР[источник не указан 94 дня]